# Kusuma Wardhani
Kusuma Wardhani (n. 20 februarie 1964, Kota Ujung Pandang, South Sulawesi⁠(d), Indonezia – d. 12 noiembrie 2023, Makassar, South Sulawesi⁠(d), Indonezia) a fost o arcașă ce a reprezentat Indonezia, medaliată olimpică. A participat la o ediție a Jocurilor Olimpice (1988) în care a câștigat o medalie de argint.

## Participări
Lista de mai jos prezintă principalele competiții la care a participat Kusuma Wardhani de-a lungul carierei.
- archery at the 1988 Summer Olympics – women's team[*]